# Imilchil
 (juin 2009).
Si vous disposez d'ouvrages ou d'articles de référence ou si vous connaissez des sites web de qualité traitant du thème abordé ici, merci de compléter l'article en donnant les références utiles à sa vérifiabilité et en les liant à la section « Notes et références ».
Imilchil (en tifinagh : ⵉⵎⵉⵍⵛⵉⵍ) est une commune rurale marocaine, située dans le Moyens Atlas.

## Géographie
Imilchil est une bourgade située à 2 200 m d'altitude, dans le Haut Atlas oriental. Elle relève de la province de Midelt dans le territoire des Aït Hdiddou, l'une des tribus de la confédération des Aït Yafelman.

## Climat
Imilchil possède un climat continental avec influence océanique. L'hiver est très froid et long. Pendant les nuits entre novembre et mars le mercure est toujours au-dessous de 0 °C. Les étés sont modérément chauds, l’apogée de l'été se faisant ressentir entre juillet et août, où les températures oscillent aux alentours de 30 °C. Il fait cependant toujours frais à la nuit. Les précipitations moyennes annuelles sont de 474 mm, mais peuvent varier selon les années.
| Mois                              | jan. | fév. | mars | avril | mai  | juin | jui. | août | sep. | oct. | nov. | déc. | année |
| --------------------------------- | ---- | ---- | ---- | ----- | ---- | ---- | ---- | ---- | ---- | ---- | ---- | ---- | ----- |
| Température minimale moyenne (°C) | −5,1 | −3,7 | −1,5 | 1,3   | 3,9  | 8,1  | 12,1 | 12,3 | 8,4  | 4,3  | −0,7 | −3,4 | 3     |
| Température moyenne (°C)          | 2    | 3,5  | 6    | 9,2   | 12,1 | 17,1 | 22,3 | 21,9 | 17,1 | 11,5 | 6,1  | 3    | 11    |
| Température maximale moyenne (°C) | 9,2  | 10,7 | 13,6 | 17,1  | 20,7 | 26,2 | 32,4 | 31,6 | 25,8 | 18,8 | 12,9 | 9,4  | 19,03 |
| Précipitations (mm)               | 47   | 46   | 58   | 52    | 33   | 15   | 8    | 11   | 29   | 51   | 62   | 62   | 474   |

## Festival
Dans la culture amazighe (toutes tribus confondues), la localité d'Imilchil est connue par son festival, appelé officiellement festival des fiançailles, traditionnellement Souk Aam ou Agdoud N'Oulmghenni. Cette manifestation revêt un caractère purement culturel où se mêlent le mythique, le mystique et l'artistique et ce grâce à la tribu des Aït Yaazza restée fidèle à la tradition du mariage collectif malgré la mutation au mariage individuel. Ce grand moussem (foire) représente un lieu de rencontre où se tissent davantage les liens inter-tribaux.
La combinaison du festival et du moussem génère une importante activité commerciale (notamment vente de bétail) et touristique qui donne un souffle à la région par l'afflux des touristes nationaux et européens mais il reste beaucoup à faire pour rendre ce festival plus significatif sur le plan culturel.
La participation des groupes folkloriques berbères :(Khénifra ; Midelt ; Errachidia ; Azrou ; etc.) confère au festival d'Imilchil une valeur ajoutée. 

### Épopée tragique

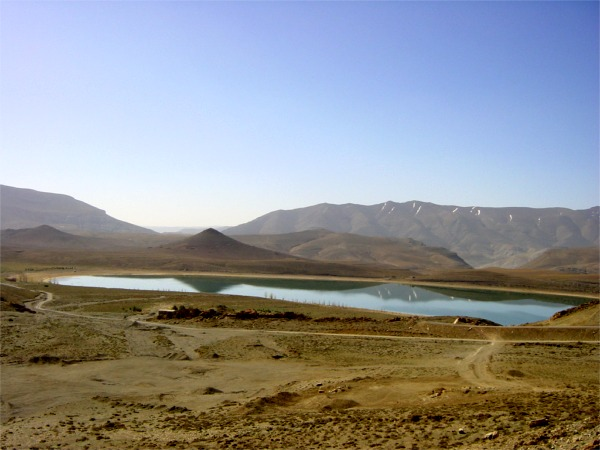
Le lac Tislit à Imilchi.

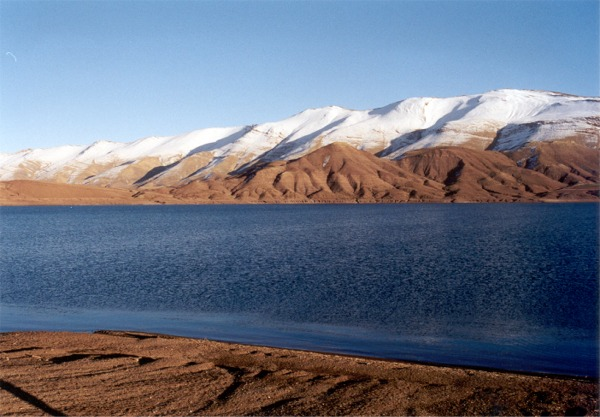
Le lac Isli à Imilchil.

Le mythe  légendaire du moussem est inspirée des évènements historiques authentiques des tribus berbères, en perpétuelles guerres inter-tribales. Aït Ibrahim et Aït Yaaza étaient les deux fractions de la tribu des Aït Hadiddou, en guerre l’une contre l’autre. Selon la légende, une jeune fille Aït Yaaza aimait un beau jeune homme Aït Ibrahim. Roméo et Juliette berbères du Haut-Atlas, ils connurent la même destinée tragique : mourir sans pouvoir s’aimer ni se marier. Cette déception des deux amoureux avait fait couler beaucoup de larmes, qui donnèrent naissance aux lacs Isli (le fiancé) et Tislit (la fiancée). Leurs parents, repentis, décidèrent qu’une fois par an, leurs progénitures jeunes garçons et jeunes filles se choisiraient et se marieraient librement. Depuis, il existe une coutume que l'on appelle « taqerfiyt » pendant laquelle un garçon peut côtoyer sa future épouse, l'union du couple n'étant sujette à aucune opposition.
Depuis lors, le moussem des fiançailles d'Imilchil est devenu une manifestation annuelle à vocation commerciale et touristique où se  éfoulent la tribu des Aït Ameur à côté du magasin de Sidi Ahmed Oulmghenni considéré comme leur frère musulman et dont la bénédiction est l'essence même du moussem.